# Білка Шляхетська (гміна)
Гміна Білка Шляхецка — колишня (1934—1939 роки) сільська ґміна Львівського повіту Львівського воєводства Польської республіки (1918—1939) рр.. Центром ґміни було призначене село Білка Шляхецка через наявність там найчисленнішої групи поляків.
1 серпня 1934 року було створено ґміну Білка Шляхецка у Львівському повіті. До неї увійшли сільські громади: Білка Крулєвска, Білка Шляхецка, Чарнушовіце, Германув, Міклашув, Зухожице, Журавнікі.
У 1934 році територія ґміни становила 91,65 км². Населення ґміни станом на 1931 рік становило 9138 осіб. Налічувалося 1665 житлових будинків.
Національний склад населення гміни на 1 січня 1939 року:
| село              | населення | українці-грекокатолики | українці-латинники | польськомовні українці | євреї | поляки | польські колоністи |  |
| ----------------- | --------- | ---------------------- | ------------------ | ---------------------- | ----- | ------ | ------------------ |  |
| Білка Королівська | 1220      | 10                     |                    | 30                     | 20    | 1160   |                    |  |
| Білка Шляхецька   | 2250      |                        |                    | 40                     | 40    | 2170   |                    |  |
| Чорнушовичі       | 2360      | 770                    | 290                |                        | 20    | 1160   | 120                |  |
| Германів          | 1350      | 980                    | 220                |                        | 30    | 20     | 100                |  |
| Миклашів          | 1830      | 1580                   | 220                |                        | 5     | 25     |                    |  |
| Сухоріччя         | 890       | 450                    | 380                |                        | 15    | 45     |                    |  |
| Журавники         | 1080      | 620                    | 430                |                        | 5     | 25     |                    |  |
| Загалом           | 10980     | 4400                   | 1540               | 70                     | 135   | 4605   | 220                |  |
| Відсотки          | 100%      | 40,07%                 | 14,03%             | 0,64%                  | 1,23% | 41,94% | 2,00%              |  |

Публіковані ж польським урядом цифри про національний склад населення за результатами перепису 1931 року (ніби-то було аж 66,5% поляків) суперечать даним, отриманим від місцевих жителів (див. вище) та пропорціям за допольськими (австрійськими) та післяпольськими (радянським 1940 і німецьким 1943) переписами.
Відповідно до Пакту Молотова — Ріббентропа 20 вересня територія ґміни була зайнята радянською 3-ю дивізією 2-го кавалерійського корпусу. Ґміна ліквідована 1940 року у зв'язку з утворенням Винниківського району.